# Еврейско-арабские диалекты
Евре́йско-ара́бские диале́кты (еврейско-арабский язык; араб. العربية اليهودية‎, ивр. ערבית יהודית‎) — совокупность диалектов арабоязычных евреев (от Магриба до Ирака и Йемена), относящихся к различным разновидностям арабского языка. До 1948 года были распространены в основном в традиционно арабских странах, позднее большая часть их носителей переселилась в Израиль, а также (в основном алжирские евреи) во Францию и другие страны. Молодёжь переходит с еврейско-арабских диалектов на иврит, во Франции — на французский язык.
Средневековый еврейско-арабский язык является разновидностью среднеарабского языка, на котором говорили также мусульмане и христиане. Однако в языке евреев часто встречаются еврейские и арамейские слова и выражения, а письмо является еврейским. Так как число букв в еврейском алфавите меньше, чем в арабском, оно было увеличено путём введения диакритических знаков. На средневековом еврейско-арабском языке написана богатейшая религиозная, философская, научная и светская литература. Хотя многие евреи перешли на арабский с VII века н. э., первые письменные памятники относятся к IX веку.
Современные еврейско-арабские диалекты как правило отличаются от соответствующих не-еврейских диалектов незначительно (например, диалекты евреев Сирии, Ливана, Йемена, Туниса), в основном лишь лексически (из-за наличия большого числа заимствований из древнееврейского и арамейского, обозначающих понятия религии и культуры: обычаи, праздники, еврейские профессии, реалии еврейского культа и еврейского образования), хотя некоторые в силу поздних миграций отличаются более значительно (в Ливии, Ираке, частично в Египте). Они выражаются в существовании многочисленных языковых черт, свойственных часто только еврейско-арабским диалектам данных районов, на всех уровнях языка — в фонетике, морфологии, синтаксисе и семантике.
Выделяются следующие современные еврейско-арабские диалекты:
- Еврейско-марокканский — варианты нескольких арабских диалектов, в основном оседлой (старомагрибских) группы диалектов магрибско-арабского языка; до 250 тысяч в Израиле, около 8 тысяч в Марокко (Касабланка, Фес, Марракеш); часть марокканских евреев говорит по-берберски
- Еврейско-алжирский — варианты нескольких арабских диалектов, в основном оседлой (старомагрибских) группы диалектов, но также городских бедуинских диалектов магрибско-арабского языка; практически исчез ныне, около 140 тысяч алжирских евреев (из которых значительная часть говорила по-сефардски, а некоторые по-берберски) после 1962 года выехало во Францию и перешло там на французский
- Еврейско-тунисский — варианты тунисских диалектов оседлого наречия магрибско-арабского языка, сильно отличаются от диалектов мусульман, хотя те также (частично) принадлежат к оседлому типу. Из 105 тысяч евреев, бывших к 1948 году в Тунисе, в 2004 году оставалось 1,5 тысячи евреев, большинство которых уже перешло на французский. Причем часть из них изначально говорит на берберском языке джерби. Остальные выехали во Францию и Израиль (45 тысяч), а также в Италию, Испанию, США
- Еврейско-триполитанский (еврейско-ливийский, Tripolita’it, Yudi) — остаток оседлого наречия магрибско-арабского языка (так же другие еврейско-магрибские диалекты) — продолжение арабского языка первой волны заселения, в то время как все остальное население Ливии говорит только на бедуинском наречии позднее пришедших кочевников; в начале века около 21 тысячи евреев (города Триполи, Бенгази), которые потом выехали в Италию, Израиль (30 тысяч) и США. На 2002 год в Ливии оставалась одна женщина
- Еврейско-египетский — предположительно относится к (или имеет сильное влияние) ливийским диалектам, сильно отличающимся от арабских диалектов остальной части страны. Впрочем значительная часть евреев страны к началу XX века (около 100 тысяч) говорило на сефардском, английском или французском языках, что было следствием приезда многих евреев в Египет в последние несколько веков. По данным переписи 1947 года, в Египте жили 65 тысяч евреев (64% в Каире, 32% в Александрии). Затем большинство выехало в Израиль (35 тысяч), Бразилию (15 тысяч), Францию (10 тысяч), США (9 тысяч) и Аргентину (9 тысяч). В Египте осталось около 100 евреев
- Еврейско-сирийский вариант сирийских диалектов, весьма близок еврейско-ливанскому, так как оба относятся к ливанско-сирийскому диалекту сиро-палестинского наречия сиро-месопотамского арабского языка. Включают 2 группы: арабоязычные евреи (муста‘раби), жившие в Сирии с давних времён, и сефарды, прибывшие после 1492 года, но впоследствии перешедшие на арабский язык. В начале XX века много сирийских евреев выехало в США, Бразилию, Аргентину, Великобританию и Палестину. В 1947 году Сирии оставалось 15—16 тысяч евреев, из них около 10 тысяч жили в Дамаске, около 5 тысяч — в Халебе (Алеппо), несколько сотен — в Камышлы (арамеоязычные лахлухи). В начале 2000-х годов в Сирии оставалось менее 100 евреев, в основном люди пожилого возраста
- Еврейско-ливанский вариант ливанских диалектов, весьма близок еврейско-сирийскому, так как оба относятся к ливанско-сирийскому диалекту сиро-палестинского наречия сиро-месопотамского арабского языка. 9 тысяч в 1951 году, затем большинство выехало во Францию и США, в 2006 оставалось около 40 евреев
- Еврейско-иракский — несколько городских диалектов, относящихся к ранне-месопотамским диалектам (тип qəltu) сиро-месопотамского языка в отличие от большинства арабских диалектов Ирака (в том числе диалекта арабов Багдада), относящихся к северо-восточному наречию аравийско-арабского языка (тип gilit). Диалекты евреев Ирака, как и другие ранне-месопотамские диалекты, являются прямым продолжением арабского языка, на котором разговаривали в городах Ирака ещё в VIII века и который сменил там арамейский язык, бывший общим языком христиан и евреев. Диалект же мусульман Багдада принадлежит к группе диалектов кочевников, заселивших этот район сравнительно недавно. Различаются северные диалекты (города Мосул, Тикрит, Ана и Хит) и южный диалект евреев Багдада (en). Из 150 тысяч евреев, живших в Ираке в 1948 году, около 20 тысяч говорило по-арамейски. В 2003 году в Ираке оставалось 11 евреев. Большинство выехало в Израиль, часть также в Великобританию и другие страны. Некоторые издавна обосновались в Индии — багдадские евреи (в 1948 году — 6 тысяч)
- Еврейско-йеменский — представляет собой совокупность еврейских вариантов соответствующих диалектов йеменского наречия аравийско-арабского языка: городов Сана, Аден, Хаббан и Эль-Байда. Около 50 тысяч носителей живут в Израиле и около 200 в Йемене, в основном на севере страны в городе Саада.

Существует также и еврейско-арабское арго, называемое лашон («язык»).
В еврейско-арабском языке много древнееврейско-арамейских заимствований, особенно в сфере абстрактных понятий, не относящихся к обозначению конкретных реалий и быта. На этом смешанном языке произносились проповеди, осуществлялось религиозное обучение, формулировались решения раввинских судов и общинных советов. В отличие от еврейских языков, распространенных в христианских странах, еврейско-арабские диалекты использовались также в комментариях к текстам еврейского религиозного канона и в трактатах религиозного и религиозно-философского характера. Это объясняется тем, что в арабских странах евреи ранее использовали и как разговорный язык, и как язык религиозной литературы арамейский язык, общий для евреев и неевреев. Поэтому, перейдя, как и их соседи-неевреи, на арабский язык, евреи стали использовать его в тех же ситуациях, что ранее — арамейский. Однако языком поэзии оставался для них древнееврейский язык. В новейший период появилась и поэзия на еврейско-арабском языке (в Йемене, Марокко и других странах).
Особой разновидностью еврейско-арабского является караимо-арабский диалект, которым пользовались караимы, жившие в арабских странах. Помимо возможных различий в словарном составе этих языков, интересен факт использования в караимо-арабских рукописях X—XII веков арабского письма, что противоречит общей тенденции использования в еврейских языках той эпохи только еврейского письма. Возможно, караимы подверглись более интенсивному влиянию арабской культуры, чем их сравнительно бедные современники — раббаниты.
Средневековый еврейско-арабский язык как язык науки и религии оказал значительное влияние на древнееврейский (например, арабская грамматическая терминология широко использовалась при составлении грамматик древнееврейского в арабских странах).